# Georg Friedrich Metzler

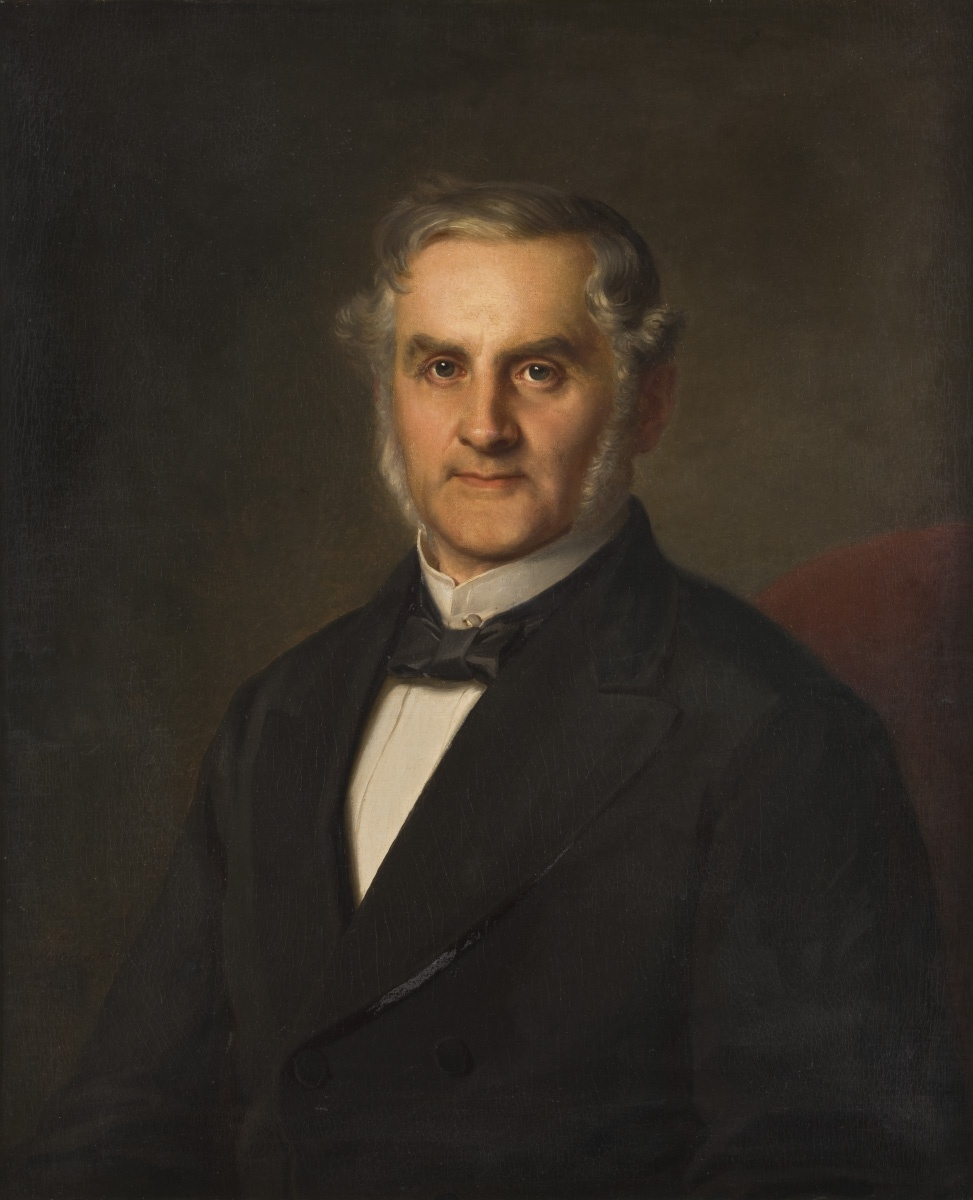
Georg Friedrich Metzler, Gemälde von Hermann Winterhalter (1872)

Georg Friedrich Metzler(-Fuchs) (* 13. März 1806 in Frankfurt am Main; † 19. April 1889 ebenda) war ein Bankier und Politiker der Freien Stadt Frankfurt aus der Bankiersfamilie Metzler.

## Leben
Metzler, der evangelischer Konfession war, heiratete am 27. Februar 1833 in Frankfurt am Main Johannette Berta Philippine Fuchs(-Sarasin) (* 1811 in Frankfurt am Main; † 13. Oktober 1882 ebenda), die Tochter des Inhabers der Firma „Gebr. Fuchs“ in Frankfurt am Main, Heinrich Jakob Fuchs (1778–1844) und dessen Ehefrau Emilie Marie geborene Sarasin (1789–1817). Wie in Frankfurt damals üblich wurde der Name der Ehefrau zur Vermeidung von Verwechslungen mit Namensvettern an den Familiennamen angehängt. Aus der Ehe gingen fünf Kinder hervor, darunter die beiden Bankiers Gustav Albert von Metzler (1839–1918) und Philipp Heinrich Carl von Metzler (1835–1922).
Metzler war Bürger in Frankfurt am Main und lebte dort als Bankier. Er brachte das Geschäft des Bankhauses Metzler durch Aufnahme des Effekten- und Effekten-Depot-Geschäfts zu neuer Blüte. Von 1842 bis 1849 war er Mitglied der Frankfurter Handelskammer. 1851 erwarb er das Landhaus Salzwedel am Sachsenhäuser Mainufer und ließ es zur Villa Metzler ausbauen.
Er gehörte 1841 dem Gesetzgebenden Körper der Freien Stadt Frankfurt an. Daneben war er von 1838 bis 1843 Mitglied der Ständigen Bürgerrepräsentation der Freien Stadt Frankfurt.